# San Matías Tlalancaleca
San Matias Tlalancaleca är en kommunhuvudort i Mexiko.   Den ligger i kommunen San Matías Tlalancaleca och delstaten Puebla, i den sydöstra delen av landet, 70 km öster om huvudstaden Mexico City. San Matias Tlalancaleca ligger 2 364 meter över havet och antalet invånare är 10 406.
Terrängen runt San Matias Tlalancaleca är kuperad åt nordväst, men åt sydost är den platt. Runt San Matias Tlalancaleca är det tätbefolkat, med 511 invånare per kvadratkilometer. Närmaste större samhälle är San Martin Texmelucan de Labastida, 7,7 km sydost om San Matias Tlalancaleca. Omgivningarna runt San Matias Tlalancaleca är en mosaik av jordbruksmark och naturlig växtlighet.